# Brouwerij Boeykens
De Brouwerij Boeykens is een voormalige brouwerij in Asper en was actief van 1835 tot 1957.

## Bieren
- Speciaal
- Bock
- Bock Eureka